# Ichneumon acosmus
Ichneumon acosmus är en stekelart som beskrevs av Joseph Kriechbaumer 1880. Ichneumon acosmus ingår i släktet Ichneumon och familjen brokparasitsteklar. Inga underarter finns listade i Catalogue of Life.